# Planète (revista)

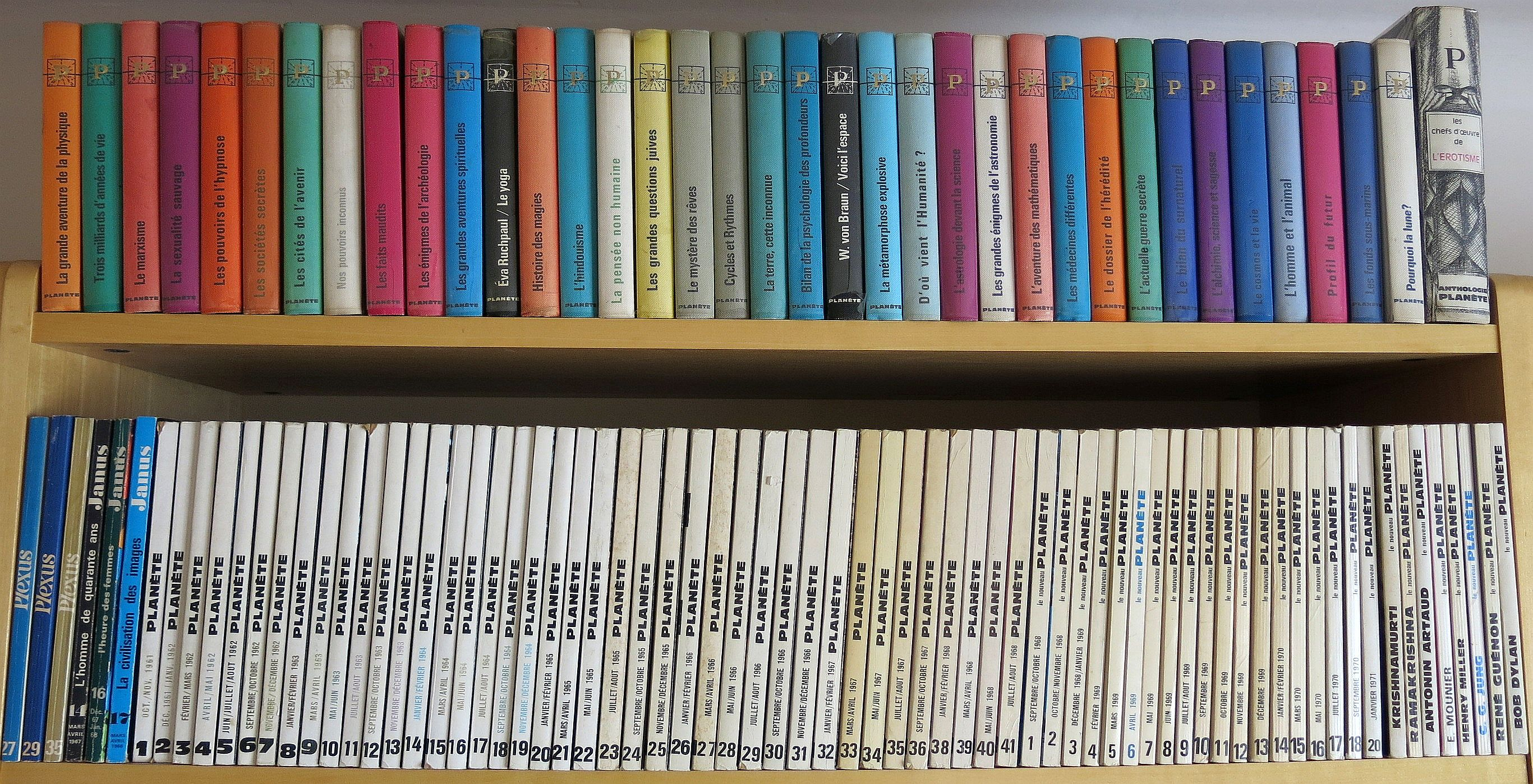
Coleção de revistas Planète

Planète foi uma revista francesa de realismo mágico fundada por Jacques Bergier e Louis Pauwels. Existiu de 1961 a 1972.
Os fundadores eram os autores do livro O Despertar dos Mágicos (Le Matin des magiciens), sub-intitulado "Introdução ao Realismo Fantástico,"  publicado em Outubro de 1960 (a versão francesa do livro vendeu cerca de 2.000.000 exemplares).
O primeiro número da revista teve uma tiragem de 5000 cópias e teve cinco reimpressões. O pico de vendas excedeu as cem mil cópias.
Graças à revista, autores como Jorge Luis Borges, Robert Sheckley, Fredric Brown e Daniel Keyes tornaram-se conhecidos do público geral; anteriormente, o primeiro desses autores era apenas conhecido por um pequeno número de adeptos de literatura, e os restantes apenas conhecidos por fãs de revistas de ficção-científica.

## Tópicos da revista
- Epistemologia.
- Ficção Científica.
- O Fantástico.
- Futurologia.
- Sociologia, Etnologia, Etologia.

## Sucessão
Duas revistas inglesas mantêm o espírito do Planète: Omni e Wired. No Brasil, desde 1973 que existe a revista Planeta.